# Дони Волберг
Доналд Едмонд Волберг млађи (енгл. Donald Edmond Wahlberg Jr.; рођен 17. августа  1969. у Дорчестеру, Бостон) је амерички певач, глумац, текстописац и продуцент. Члан некада популарне групе New Kids on the Block и старији брат глумца Марка Волберга. Познат по улогама у филмовима Уцена, Шесто чуло, Мртва тишина, у филмовима Слагалица страве 2-5 као Ерик Метјуз, као и у серијама Браћа по оружју и Плаве крви (2010—2019).